# Alopias
Alopias (Rafinesque, 1810) é um gênero de tubarões grandes, o único na família Alopiidae, mais conhecidos como tubarões-raposa. 
Os integrantes do gênero são caracterizados por nadadeira caudal longa, com lobo superior com comprimento semelhante ao comprimento do resto do corpo.
Duas espécies estão presentes no Brasil, o tubarão-raposa-comum e o tubarão-raposa-de-olho-grande.

## Espécies
Esse gênero inclui espécies como:
- Alopias vulpinus (tubarão-raposa-comum)
- Alopias superciliosus (tubarão-raposa-de-olho-grande)
- Alopias palatasi
- Alopias pelagicus (tubarão-raposa-pelágica)